# Heiterwanger See
Der Heiterwanger See liegt nur etwas nordöstlich der Gemeinde Heiterwang bzw. südöstlich von Reutte im Bezirk Reutte, Tirol, Österreich innerhalb der Ammergauer Alpen.
Der See ist 1,37 km² groß und maximal 60 m tief, hat zwei oberirdische Zuflüsse und einen Abfluss (300 m langer Verbindungskanal zum Plansee). Er wird zusammen mit dem Plansee von den Elektrizitätswerken Reutte als Speicher genutzt und im Winterhalbjahr abgesenkt. Die geringen Biomassen von Schwebealgen und die hohen Sichttiefen (bis zu 15 m) belegen Nährstoffarmut und damit einen ausgezeichneten Gewässerzustand.
Der Fischreichtum des Sees war weit und breit bekannt, und die Fischereirechte wechselten oft ab. Auch Kaiser Maximilian I. war oft am Heiterwanger- und Plansee zum Fischen und Jagen.
Auf Heiterwanger und Plansee verkehrt eine der höchstgelegenen kommerziellen Schifffahrtslinien in Österreich, die von Ende Mai bis in den Herbst Rundfahrten anbietet. Zustiegsstellen sind bei den drei Hotels „Fischer am See“, „Forelle“ und „Seespitze“.

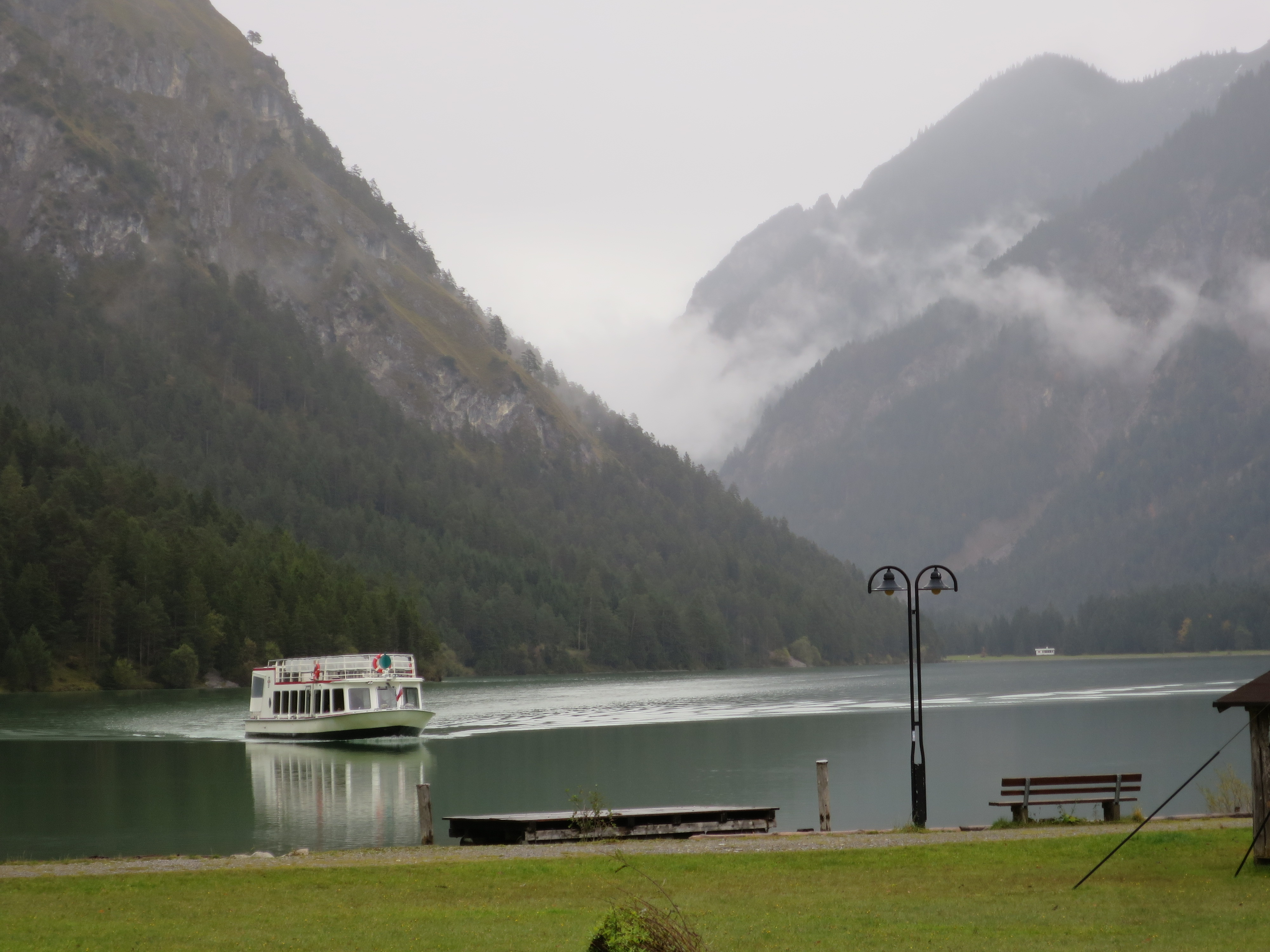
Heiterwanger See mit MS Wilhelm
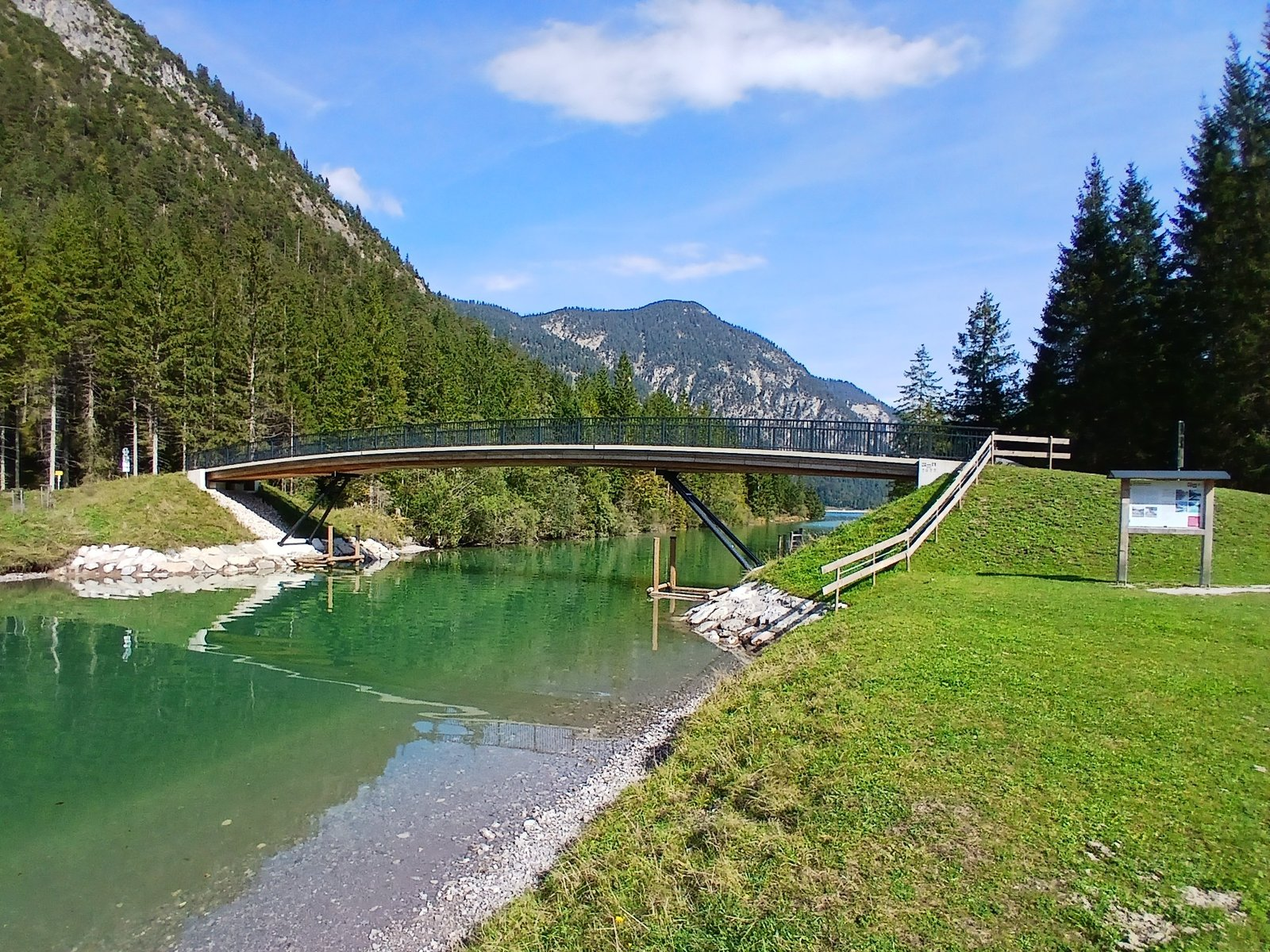
Durchfahrt vom Heiterwanger See auf den Plansee
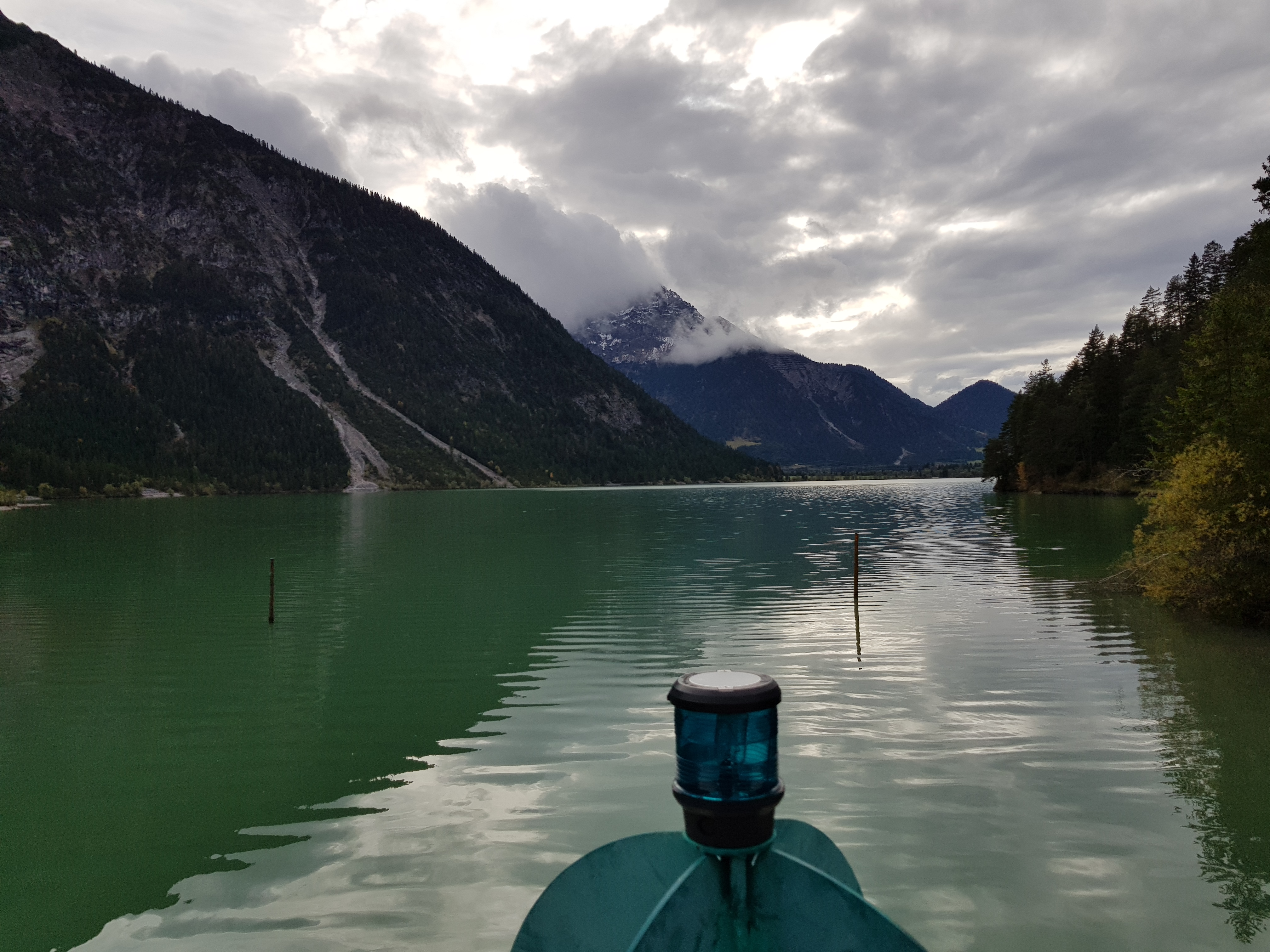
Heiterwanger See von der MS Wilhelm
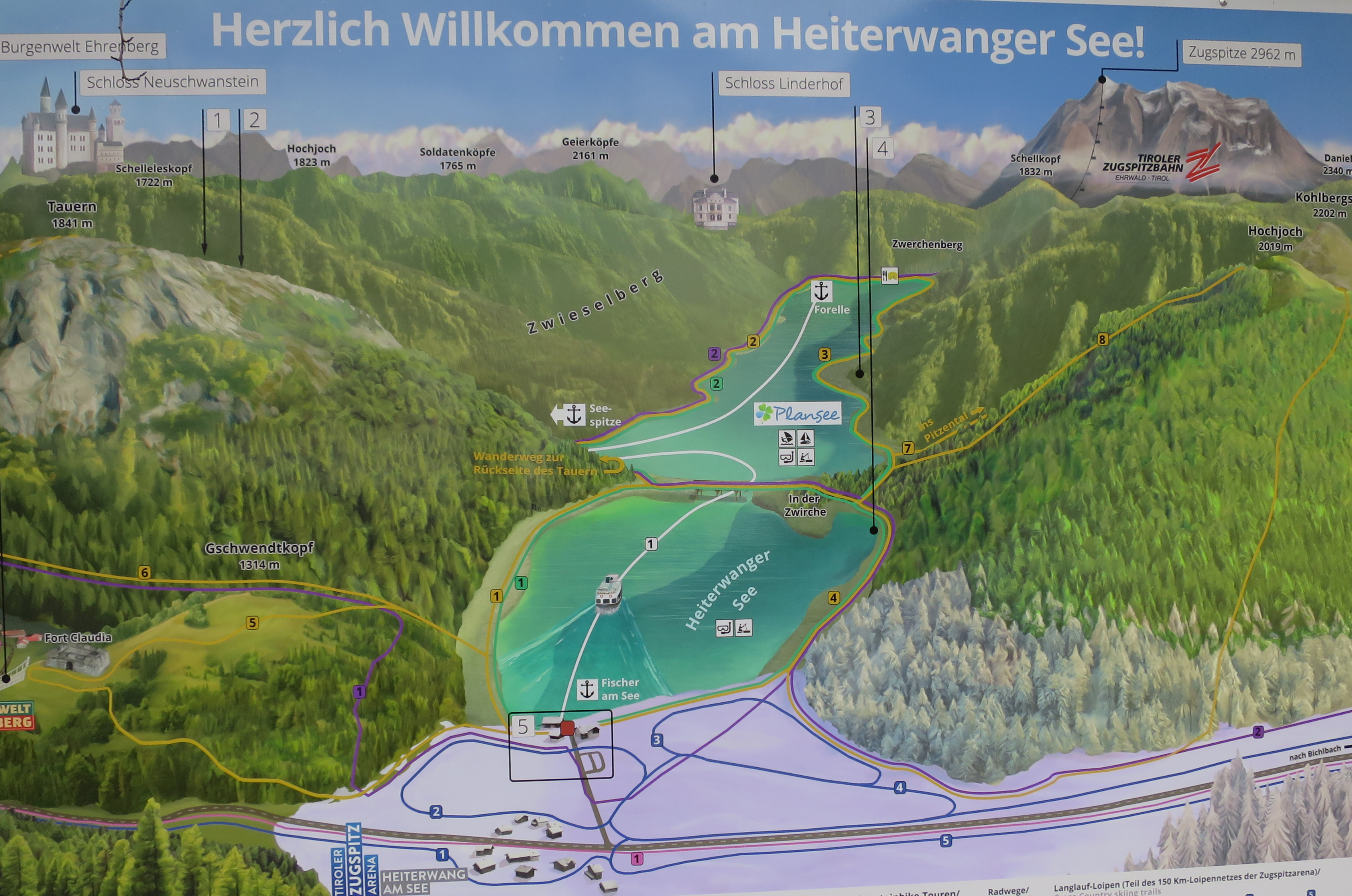
Übersicht Heiterwanger See und Plansee